# 니쿠마로로

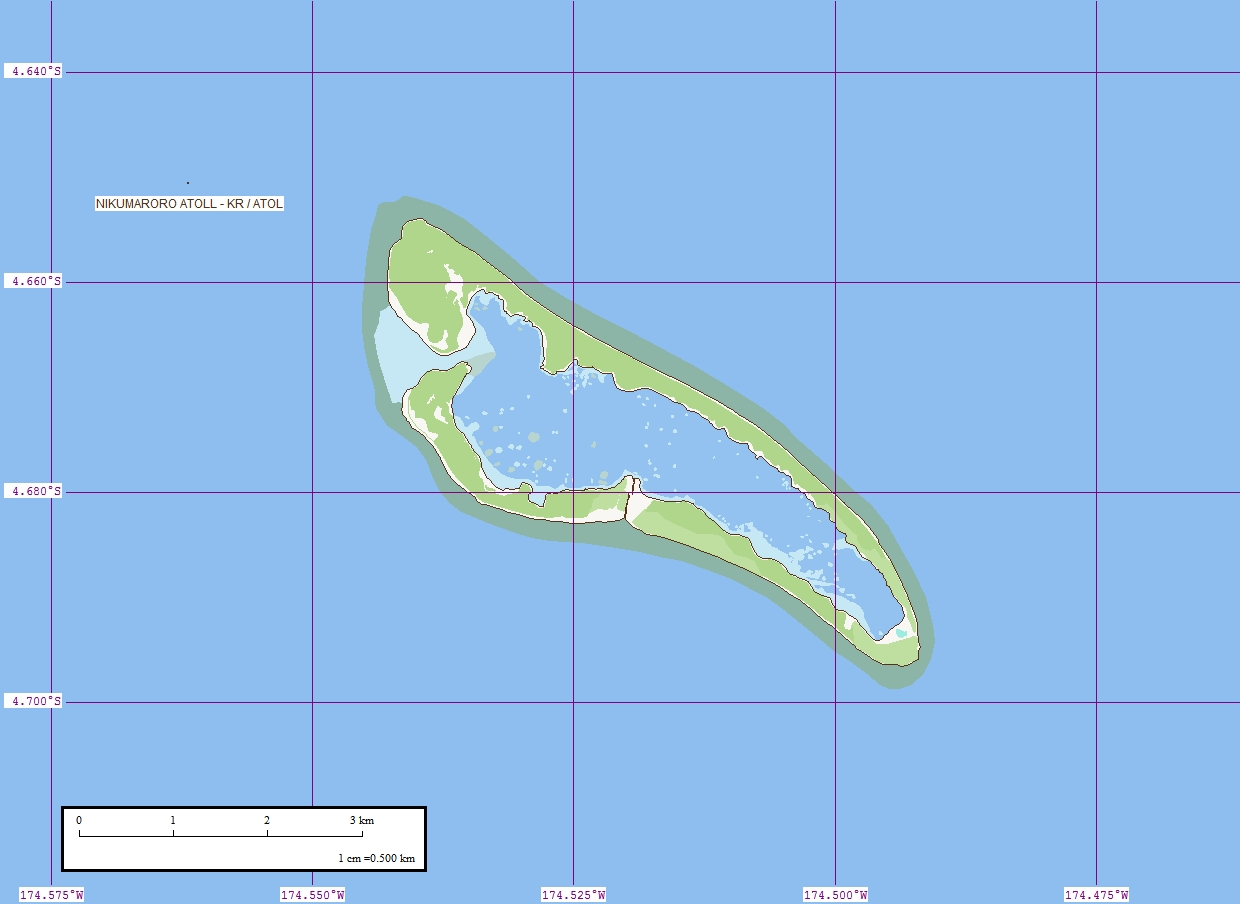
니쿠마로로

니쿠마로로(Nikumaroro)는 태평양 중서부에 위치한 키리바시의 환초로, 피닉스 제도에 속한다.
1937년 7월에 여성 조종사 어밀리아 에어하트가 비행 도중 실종된 곳으로 알려져 있으며, 이후 상당 기간 동안 수색이 이루어졌지만 어떠한 것도 발견하지 못했다.

## 같이 보기
- 피닉스 제도